# Boris Henn
 (mai 2023).
La mise en forme du texte ne suit pas les recommandations de Wikipédia : il faut le « wikifier ».
Les points d'amélioration suivants sont les cas les plus fréquents. Le détail des points à revoir est peut-être précisé sur la page de discussion.
- Les titres sont pré-formatés par le logiciel. Ils ne sont ni en capitales, ni en gras.
- Le texte ne doit pas être écrit en capitales (les noms de famille non plus), ni en gras, ni en italique, ni en « petit »…
- Le gras n'est utilisé que pour surligner le titre de l'article dans l'introduction, une seule fois.
- L'italique est rarement utilisé : mots en langue étrangère, titres d'œuvres, noms de bateaux, etc.
- Les citations ne sont pas en italique mais en corps de texte normal. Elles sont entourées par des guillemets français : « et ».
- Les listes à puces sont à éviter, des paragraphes rédigés étant largement préférés. Les tableaux sont à réserver à la présentation de données structurées (résultats, etc.).
- Les appels de note de bas de page (petits chiffres en exposant, introduits par l'outil «  Source ») sont à placer entre la fin de phrase et le point final[comme ça].
- Les liens internes (vers d'autres articles de Wikipédia) sont à choisir avec parcimonie. Créez des liens vers des articles approfondissant le sujet. Les termes génériques sans rapport avec le sujet sont à éviter, ainsi que les répétitions de liens vers un même terme.
- Les liens externes sont à placer uniquement dans une section « Liens externes », à la fin de l'article. Ces liens sont à choisir avec parcimonie suivant les règles définies. Si un lien sert de source à l'article, son insertion dans le texte est à faire par les notes de bas de page.
- La présentation des références doit suivre les conventions bibliographiques. Il est recommandé d'utiliser les modèles {{Ouvrage}}, {{Chapitre}}, {{Article}}, {{Lien web}} et/ou {{Bibliographie}}. Le mode d'édition visuel peut mettre en forme automatiquement les références.
- Insérer une infobox (cadre d'informations à droite) n'est pas obligatoire pour parachever la mise en page.

Pour une aide détaillée, merci de consulter Aide:Wikification.
Si vous pensez que ces points ont été résolus, vous pouvez retirer ce bandeau et améliorer la mise en forme d'un autre article.
 (mai 2023).
 (mai 2023).
 (mai 2023).
Pour les articles homonymes, voir Henn.
Boris Henn, né le 24 mai 1967 à Pinneberg dans le land de Schleswig-Holstein, est un présentateur, journaliste et producteur de télévision, allemand. Il possède sa propre société de production nommée Henn-tv et basée à Cologne.

## Biographie
Après avoir obtenu son baccalauréat en 1986 à l'école Julius Leber de Hambourg, Boris Henn effectue son service civil à la clinique Paracelsus de Henstedt-Ulzburg. Pendant cette période, il travaille également comme collaborateur indépendant pour la NDR - Jugendfunk à Hambourg et à la Radio Schleswig-Holstein à Kiel - Radio Jeunesse à Hambourg et à Kiel.
Une fois son service militaire fini, Boris poursuit sa formation journalistique à Radio Hambourg. Durant son stage, il travaille comme journaliste de police, et, en tant que correspondant, couvre les premières élections libres à la Chambre du peuple en RDA à partir de Berlin-Est et des « Deux plus quatre consultations » sur l’unité allemande à Bonn. Il voyage également pour une expédition de plusieurs semaines à travers le Sahara algérien. Plus tard, il anime la matinale du samedi sur la radio jeunesse OK Radio, à Hambourg.
Après quatre ans passés à la radio, Boris Henn rejoint RTL Nord en 1994, où il travaille comme rédacteur, journaliste et modérateur, ainsi que comme correspondant pour RTL News. Il se rend ensuite à Cologne pour RTL où il participe au développement du magazine « Exclusiv », qu'il rejoindra d'abord en tant que directeur de rédaction adjoint, puis en tant que directeur de rédaction. Il se fait connaître dans toute l’Allemagne pour avoir animé « Explosiv » et « Explosiv Weekend ».
Au cours de l'été 1999, Henn devient indépendant en tant que producteur de télévision, consultant et animateur avec sa société de production Henn-tv.
Pour la société de production de Cologne AZ Media, il joue un rôle déterminant dans le développement et la production du magazine RTL « Autre tendance », qu’il a également modéré. En outre, il participe à la conception de l'émission « Gaywatch » et modère le format qui est diffusé à la station de Cologne VOX.
En 2001, Henn rejoint le groupe en tant que producteur exécutif États-Unis pour la chaîne de télévision ProSieben de la Oscar - Remise à signaler. Il est producteur pour la diffusion télévisée des Oscars en Allemagne et toute la couverture des Oscars sur ProSieben et Sat.1 actif. Après cela, il reste aux États-Unis et y produit des contributions pour les émissions de magazines "Blitz" (Sat.1), ainsi que "Taff" et "SAM" (ProSieben) et "Explosif“ (MDR/ARD), et travaille pour diverses stations américaines, telles que "Learning channel".
De retour en Allemagne, Boris Henn travaille avec sa société de production Henn-tv en tant que producteur et écrivain de télévision indépendant. Il joue un rôle important dans le développement de formats de télévision pour Internet. Pour le fournisseur de services Internet AOL Henn, développe plusieurs formats de diffusion sur le web et produit et anime l'émission politique "Talk am Millerntor", précédemment diffusée par Ole von Beust où Roger Willemsen est présentateur. En tant que premier journaliste de Webcast, Henn interviewe le chancelier de l'époque Gerhard Schröder dans une émission en direct d'AOL depuis la Chancellerie fédérale.
Pour la chaîne de télévision franco-allemande Arte, Henn couvre à plusieurs reprises les festivals du film de Berlin et travaille comme chef de service dans la production télévisée berlinoise "Maz und movie" pour le quotidien Berlinale - Magazine d'Arte actif.
Pour la société de production CreaTV Hans Meisers à Hürth, Boris Henn travaille dans le développement de formats, en tant qu'auteur et directeur éditorial. Il y développe et dirige des formats tels que "Simply Relax" (VOX), "Living at home avec Nina Ruge" (3sat /ZDF) et "Mon Jardin" (RTL).
De l'automne 2005 à la fin de 2010, Henn travaille pour Günther Jauchs Société i&u TV actif à Cologne. Il développe et dirige les émissions « V – Die Consumuchershow », avec Marco Schreyl et « Einsobch – The Show der Rechtsirrtümer » avec Andrea Kiewel (les deux RTL) et est chef du service pour le magazine RTL "Star TV" ainsi que producteur exécutif pour "Bien Sûr Steffens" (ZDF).
Depuis 2002, il enseigne à la RTL Journalistenschule für TV und Multimedia à Cologne et à l'Akademie für Publizistik à Hambourg.
En 2011, il travaille à nouveau comme pigiste pour son entreprise de production de télévision Henn-tv en tant que coach, consultant et producteur de télévision.
Au début de 2012, Henn retourne à RTL après 13 ans, et jusqu'à l'été 2014, il y est producteur exécutif dans la division divertissement de la station, entre autres, pour des formats tels que "L'Allemagne cherche la Superstar " (DSDS) responsable,. À partir de l'automne 2014, il joué un rôle dans la création de la chaîne de télévision en ligne Doppiotv à Berlin, où il est directeur éditorial adjoint et producteur exécutif. Il anime le magazine quotidien Lifestyle doppioTV sur la chaîne de télévision suisse TV 24 et est auteur de reportages et de rapports.
Boris Henn est marié de mai 2012 jusqu'à sa mort en octobre 2019 avec le journaliste et auteur de romans policiers Jörg Böhm. Le couple vivait près de Hambourg.